# Kose no Tokuta
Kose no Tokuta (巨勢 徳多, falecido em 20 de fevereiro de 658, também conhecido como Kose no Tokuda e Kose Toko no Ōomi) foi um político do Período Asuka da história do Japão.
Kose no Tokuta era filho de Kose no Ebisu (巨勢胡人).
Em 600 com a introdução do Kan'ijūnikai (冠位十二階, sistema de graduação de 12 níveis) durante o governo da Imperatriz Suiko, Kose no Tokuta foi promovido a Shōtoku (小徳, Virtude Menor) o segundo maior grau na classificação.
Em 620 Kose no Tokuta era general e nesta posição o Príncipe Shōtoku, o regente da Imperatriz Suiko o encarregou de encerrar a luta interna no Clã Soga.
Em 645 no governo do Imperador Kōtoku recebeu os enviados de Koguryo que vieram ao Japão.
Em 649 após a morte de Abe no Uchimaro foi nomeado Sadaijin e promovido a Daitoku (大徳, Virtude Maior), durante o reinado da Imperatriz Saimei e logo no início entra em conflito com o Udaijin Ishikawa no Maro, mas este logo é acusado de traição e se suicida, mas estava alinhado com o Naidaijin Nakatomi no Kamatari e o substituto de Ishikawa no Maro,  Ōtomo no Nagatoko.
Em 651 quando os enviados de Silla chegaram na Província de Tsukushi em Kyushu, vestidos como oficiais de Tang já se sabia que se tinha estabelecido uma aliança entre eles. A corte japonesa decidiu que esta era uma questão para o ministro Kose no Tokuta deliberar pois já tivera contato com os reinos da peninsula coreana. Tokuta dirigiu um memorial ao trono em que defendeu os preparativos para a guerra. Posição esta que neste momento não foi acatada.
Já estando doente em seu mandato Kose no Tokuta veio a falecer em 20 de fevereiro de 658.
| Precedido por Abe no Uchimaro | 2º Sadaijin (649 - 658) | Sucedido por Soga no Akae |